# Aranyfülű mézevő
Az aranyfülű mézevő (Meliphaga lewinii) a madarak osztályának verébalakúak (Passeriformes) rendjébe és a mézevőfélék (Meliphagidae) családjába tartozó faj.

## Rendszerezése
A fajt William John Swainson angol ornitológus írta le 1837-ben, a Ptilotis  nembe Ptilotis lewinii néven.

## Alfajai
- Meliphaga lewinii amphochlora Schodde, 1989
- Meliphaga lewinii lewinii (Swainson, 1837)
- Meliphaga lewinii mab (Mathews, 1912)[2]

## Előfordulása
Ausztrália keleti részén honos. A természetes szubtrópusi és trópusi síkvidéki esőerdők, száraz erdők, mérsékelt övi erdők, és cserjések, valamint városi környezet.

## Megjelenése
Testhossza 22 centiméter, testtömege 28-39 gramm. Tollazata sötétszürke, zöldes és krémes sárga. Nagy, sárgás félhold alakú fülszerű foltjai vannak.
|  |

## Életmódja
Főleg gyümölcsökkel táplálkozik, de fogyaszt növényeket, nektárt, rovarokat, pókokat és puhatestűek is.

## Szaporodása
Szaporodási ideje szeptembertől januárig tart. Fészke csésze alakú, mely növényi anyagokból készül és puha anyaggal van bélelve. Fészekalja 2-3 ovális tojásból áll, melyen 14 napig kotlik, és a fiókák még 14 napig a fészekben tartózkodnak.

## Külső hivatkozás
- Képek az interneten a fajról
- Ibc.lynxeds.com - videók a fajról